# 러시아계 에스토니아인
러시아계 에스토니아인(에스토니아어: Eesti venelased; 러시아어: Русские в Эстонии)은 에스토니아에 거주하는 러시아인 또는 러시아계 후손들이다. 에스토니아에서는 러시아인 인구가 32만 명으로 추산되며, 대부분은 수도 탈린과 다른 도시 하리우주, 이다비루주에 거주한다. 페이푸스호 연안에 있는 러시아 고의식파들의 작은 정착지는 300년 이상의 역사를 가지고 있지만, 러시아 인구의 대부분은 1944년~1991년 소련의 에스토니아 점령 기간 동안 러시아와 소련의 다른 지역들로부터 이민을 왔다.

## 초기 접촉
에스토니아어로 러시아어를 뜻하는 베넬라네(venelane)는 발트해 남부 연안에 살던 슬라브어를 구사하는 민족인 벤트인을 가리키는 게르만어파 차용 베넬드에서 유래했다.
키예프 루스의 현자 야로슬라프 1세 무드리의 군대는 1030년 에스토니아 추드를 격파하고 유리예프 요새(오늘날의 타르투)를 세웠으며, 1061년 소솔 부족에 의해 요새의 방어자들이 패배하고 쫓겨날 때까지 그곳에 살아남았을지도 모른다.
노브고로드 공화국과 프스코프 공화국과의 긴밀한 무역 관계 때문에, 이들 이웃 국가들에서 온 정교회 상인들과 장인들로 이루어진 작은 공동체들은 때때로 중세 시대의 테라 마리아나 마을에 오랫동안 남아있었다. 1558년에서 1582년 사이에 러시아의 이반 4세는 에스토니아 본토의 대부분을 점령했지만, 결국 그의 군대는 스웨덴과 폴란드-리투아니아 군대에 의해 쫓겨났다.

## 에스토니아에서 독립 (1991년~현재)
오늘날 대부분의 러시아인들은 탈린과 북동부 주요 도시인 나르바, 코흐틀라얘르베, 여흐비, 실라매에에 살고 있다. 시골 지역은 오래된 신앙 공동체들의 오랜 역사를 가진 페이푸스호 연안을 제외하고 거의 전적으로 에스토니아인들이 거주한다. 2011년 타르투 대학교 사회학과 교수 마르주 로리스틴는 21%가 성공적으로 통합되었고, 28%가 부분 통합을 보여주었으며, 51%는 통합되지 않았거나 거의 통합되지 않은 것으로 나타났다.
에스토니아 정부가 러시아 사회와의 관계를 개선하기 위해 노력하고 있으며, 위리 라타스 전 총리는 그들과 더 나은 의사소통을 위해 러시아어를 배우고 있다. 케르스티 칼률라이드 전 대통령도 "국민과 그들의 문제를 더 잘 이해하기 위해" 나르바로 이주한 적이 있는 등 러시아어를 사용하는 소수민족의 이익을 옹호하는 인물로 평가받고 있다. 젊은 세대는 징병제를 통해 군대에 입대하고 에스토니아어 실력을 향상시키는 등 국가의 나머지 부분과 더 잘 통합된다.

### 언어 요구사항
러시아 정부와 다수의 인권 단체들이 러시아어를 배우지 못한 많은 러시아인들이 단기적으로 시민권을 얻는 것을 어렵게 만들었다는 이유로 반대하면서 언어 시험의 난이도가 국제적인 논쟁거리가 되었다. 그 결과, 시험이 다소 변경되었고, 이로 인해 무국적자의 수가 꾸준히 감소했다. 에스토니아 관리들에 따르면, 1992년에 주민의 32%가 어떠한 형태의 시민권도 가지고 있지 않았다. 2009년 5월 인구 등록부는 주민의 7.6%가 시민권을 가지고 있으며 8.4%는 외국 시민권을 가지고 있다고 보고했다. 러시아가 소련의 후계국으로 인정됨에 따라, 2000년 말까지 시행된 "RSFSR 시민권에 관한 법률"에 따라, 모든 옛 소련 시민은 단지 요청만으로 러시아 시민권을 취득할 수 있게 되었다.

### 정치
역사적으로 에스토니아 중도당은 러시아어를 사용하는 시민들 사이에서 가장 인기 있는 정당이었다. 2012년에는 에스토니아계 비에스토니아인의 75%까지 지지를 받았다.
2021년, 전문가들은 2019년 이후 에스토니아 보수인민당의 지지가 러시아 사회(특히 이다비루주)에서 증가했음을 주목했다. 이는 사회정책 문제에 대한 당의 사회적 보수적 입장 때문일 것이다.

## 같이 보기
- 에스토니아의 인구
- 러시아화